# Henry van der Vegt
Hendrik Jan (Henry) van der Vegt (Kampen, 18 februari 1972) is een Nederlands voormalig voetballer. Hij was vanaf 1 mei 2015 technisch directeur bij SC Cambuur, nadat hij dat daarvoor was bij Willem II en RKC Waalwijk (evenals algemeen directeur). Hij vertrok in 2016 bij Cambuur na aanhoudende slechte resultaten, tegelijk met de ontslagen trainer Rob Maas. Sinds medio 2017 is van der Vegt werkzaam bij PEC Zwolle. Vanaf de zomer van 2025 is hij hoofdtrainer van PEC Zwolle, hiervoor was hij zes seizoenen lang assistent-trainer.

## Voetballoopbaan
Na de promotie van RKC in 2009 verliet Van der Vegt in augustus van dat jaar de club voor Willem II, waar hij eerder in dienst was als actief profvoetballer. Hij volgde er Andries Jonker op, die als assistent-trainer met Louis van Gaal meeging naar FC Bayern München. In Waalwijk werd hij opgevolgd door Mohammed Allach.
Als speler werd Van der Vegt op 26-jarige leeftijd begeerd door Feyenoord en FC Twente, maar koos hij voor een avontuur in Udine. Hij stond tussen 1998 en 2002 onder contract bij Udinese. "De eerste twee jaren waren mooi", zo herinnerde hij zich later. "Na een aanpassingsperiode begon ik in het eerste elftal te komen en ging het hartstikke goed. Aan het begin van het derde seizoen raakte ik pittig geblesseerd aan mijn schouder. Ik had ‘m gebroken; vrij gecompliceerd. Toen ik daarvan hersteld was, bleek opeens dat ik hartritmestoornissen had. Dat is iets dat één op de zoveel miljoen mensen overkomt." Hij maakte zijn debuut in de Serie A op zondag 21 februari 1999, toen Udinese op eigen veld met 4-0 won van AS Bari. Trainer-coach Francesco Guidolin liet hem na 74 minuten invallen voor de Belg Johan Walem.

## Carrièrestatistieken
| Seizoen         | Club            | Competitie      | Competitie | Competitie | Beker | Beker | Internationaal | Internationaal | Overig | Overig | Totaal | Totaal |
| Seizoen         | Club            | Competitie      | Wed.       | Dlp.       | Wed.  | Dlp.  | Wed.           | Dlp.           | Wed.   | Dlp.   | Wed.   | Dlp.   |
| --------------- | --------------- | --------------- | ---------- | ---------- | ----- | ----- | -------------- | -------------- | ------ | ------ | ------ | ------ |
| 1991/92         | FC Zwolle       | Eerste divisie  | 33         | 1          | –     | 0     | –              | –              | –      | –      | 33     | 1      |
| 1992/93         | FC Zwolle       | Eerste divisie  | 32         | 5          | –     | 0     | –              | –              | –      | –      | 32     | 5      |
| 1993/94         | FC Zwolle       | Eerste divisie  | 30         | 7          | –     | 0     | –              | –              | –      | –      | 30     | 7      |
| 1994/95         | FC Zwolle       | Eerste divisie  | 28         | 10         | –     | 1     | –              | –              | –      | –      | 28     | 11     |
| 1995/96         | Willem II       | Eredivisie      | 33         | 9          | –     | 0     | –              | –              | –      | –      | 33     | 9      |
| 1996/97         | Willem II       | Eredivisie      | 32         | 4          | –     | 0     | –              | –              | –      | –      | 32     | 4      |
| 1997/98         | Willem II       | Eredivisie      | 9          | 1          | –     | 0     | –              | –              | –      | –      | 9      | 1      |
| 1998/99         | Udinese         | Serie A         | 7          | 0          | 2     | 0     | –              | –              | 1      | 0      | 10     | 0      |
| 1999/00         | Udinese         | Serie A         | 22         | 1          | 1     | 0     | 4              | 0              | –      | –      | 27     | 1      |
| 2000/01         | Udinese         | Serie A         | 0          | 0          | –     | –     | –              | –              | –      | –      | 0      | 0      |
| 2001/02         | Udinese         | Serie A         | 0          | 0          | –     | –     | –              | –              | –      | –      | 0      | 0      |
| Carrière totaal | Carrière totaal | Carrière totaal | 226        | 38         | 3     | 1     | 4              | 0              | 1      | 0      | 234    | 39     |